# Ayanta Barilli
Ayanta Sánchez Barilli (Roma, 17 de febrer de 1969) és una actriu, locutora de ràdio i escriptora, finalista del Premi Planeta 2018. També ha treballat en televisió, cinema i teatre com a actriu, directora i productora.
Actualment dirigeix el programa de ràdio A Media Luz, un magazín cultural a l'emissora esRadio.

## Biografia
Filla de l'escriptor Fernando Sánchez Dragó i de la professora d'història i filosofia Caterina Barilli. És la segona de quatre germans per part de pare, tots ells són fills de mares diferents i de nacionalitats diferents. Ayanta Barilli va viure durant la seva infància a Roma. Tres anys després de la mort prematura de la seva mare, es va traslladar a Madrid en 1981. Té dos fills.
Estudià dansa clàssica amb Victor Ullate i Art Dramàtic amb Zulema Katz i Dominic de Facio. Amb vint anys la contracta Televisió Espanyola per presentar Buenos días, un programa matinal dirigit per Luis Melgar. Comença a treballar en cinema com a actriu amb Lo más natural, Don Juan en los infiernos, Amo tu cama rica, Los peores años de nuestra vida, Volaverunt. En teatre actúa a Trabajos de amor perdidos, Mandíbula afilada, Arsénico por compasión, Descalzos por el parque. Dirigeix l'obra infantil La muñeca viajera. A televisió interpreta personatges principals a les sèries Vecinos, Pepa y Pepe, Por fin solos i A las once en casa.
Ha col·laborat a més en diferents programes literaris dirigits per Fernando Sánchez Dragó. L'últim de tots ells, Libros con Uasabi. Es va ocupar de la direcció de càsting de Oviedo Express de Gonzalo Suárez i de La montaña rusa d'Emilio Martínez Lazaro. Ha treballat com a coach en la pel·lícula mexicana Como agua para chocolate d'Alfonso Arau, així com a Las 13 rosas i a La montaña rusa, ambdues de Emilio Martinez Lázaro.
En 2001 començà a col·laborar amb la Cadena COPE a La linterna de Federico Jiménez Losantos, i en 2003, en La Mañana com a crítica de teatre i de llibres, amb l'espai titulat "Grandes mujeres en la historia de España" i la secció Un año de amor, un concurs radiofònic de cartes d'amor. En 2007 assumeix el càrrec de directora artística del Teatre Lara de Madrid, on aconseguirà renovar el seu històric pati de butaques i donarà inici a la cartellera off, que comptarà amb grans èxits com La función por hacer, dirigida per Miguel del Arco i que obtindria alguns premis Max.
En 2009 comença a treballar en la Cadena esRadio, on, des de 2009 fins a 2018, va dirigir i va presentar els programes EsAmor i EsSexo. Així mateix, ha col·laborat amb les edicions digitals d' El Mundo i El Español, amb els blocs EsAmor i EsSexo. A partir de setembre de 2018 és la directora i presentadora del program A media luz, emès de dilluns a dijous de 00.30 a 3.00.
En 2018 va ser finalista del Premi Planeta amb la seva novel·la Un mar violeta oscuro, presentat amb el pseudònim Sandra Glaser.

## Cinema
| Any  | Pel·lícula                      | Director               |
| ---- | ------------------------------- | ---------------------- |
| 1999 | Volavérunt                      | Bigas Luna             |
| 1994 | ¡Por fin solos!                 | Antonio del Real       |
| 1994 | Los peores años de nuestra vida | Emilio Martínez-Lázaro |
| 1991 | Amo tu cama rica                | Emilio Martínez-Lázaro |
| 1991 | Don Juan en los infiernos       | Gonzalo Suárez         |
| 1990 | Lo más natural                  | Josefina Molina        |
| 1990 | La settimana della sfinge       | Daniele Luchetti       |
| 1987 | A cena con il vampiro           | Lamberto Bava          |

## Llibres
| Any  | Títol                 | Ressenya                                                                           |
| ---- | --------------------- | ---------------------------------------------------------------------------------- |
| 2018 | Un mar violeta oscuro | Novel·la finalista del Premi Planeta                                               |
| 2013 | Pacto de sangre       | Escrit al costat de Fernando Sánchez Dragó sobre les relacions entre pares i fills |
| 2005 | Un año de amor        | Recopilació de les millors cartes d'amor emeses en el seu programa radiofònic      |

## Teatre
| Obra                      | Director            |
| ------------------------- | ------------------- |
| Kafka y la muñeca viajera | Ayanta Barilli      |
| Descalzos por el parque   | Pep Antón Gómez     |
| Arsénico por compasión    | Gonzalo Suárez      |
| Mandíbula afilada         | Paco Mir            |
| Trabajos de amor perdidos | Carlos Marchena     |
| Harem                     | Giorgio Albertazzi  |
| Vallete Cannibali         | Marcantonio Graffeo |
| Fuoco Fatuo               | G. Pontani          |

## Sèries de televisió
| Año  | Título                   |
| ---- | ------------------------ |
| 2010 | ¿Qué fue de Jorge Sanz?  |
| 1998 | A las once en casa       |
| 1998 | La vida en el aire       |
| 1995 | Pepa y Pepe              |
| 1995 | ¡Por fin solos!          |
| 1995 | Juntas pero no revueltas |